# アルベルト・ベラサテギ
アルベルト・ベラサテギ（Alberto Berasategui, 1973年6月28日 - ）は、スペイン・バスク自治州ビスカヤ県ビルバオ出身の男子プロテニス選手。1994年全仏オープン男子シングルス準優勝者。シングルス自己最高ランキングは7位。ATPツアーでシングルス14勝、ダブルス1勝を挙げた。彼のテニスは、とりわけラケットのグリップに大きな特徴があり、極端に厚いウエスタングリップ、通称エクストリーム・ウエスタングリップから繰り出される独特なフォアハンド・ストロークを最大の武器にした。

## 選手経歴
7歳からテニスを始め、1991年にプロ入り。1993年にブラジル・オープンでツアー初優勝。1994年全仏オープン男子シングルスで、ベラサテギは世界ランキング23位のノーシードから決勝まで勝ち上がった。その過程では2回戦でセドリック・ピオリーン、3回戦でエフゲニー・カフェルニコフ、準々決勝でゴラン・イワニセビッチを破った。決勝戦ではベラサテギと大会前年優勝者セルジ・ブルゲラによる、テニス4大大会史上初の「スペイン対決」が実現した。スペイン国王フアン・カルロス1世も観戦した決勝で、ベラサテギはブルゲラに3-6, 5-7, 6-2, 1-6で敗れて準優勝に終わった。ブルゲラはこの勝利で全仏オープン2連覇を達成した。この快挙は、ベラサテギが21歳の誕生日を迎える3週間前の出来事だった。これで波に乗ったベラサテギは、ATPツアーシングルスで一気に7勝した。
その後、ベラサテギは1996年にツアーで年間3勝を記録する。同年3月下旬のハサン2世グランプリ1回戦では、マルセロ・フィリピーニとデュース「28回」のゲームを繰り広げた。この試合は6-2, 6-3でベラサテギが勝った。1998年全豪オープンでは3回戦で1997年全米オープン優勝者のパトリック・ラフターを破ったが、準々決勝でマルセロ・リオスに7-6, 4-6, 4-6, 0-6で敗れた。同年4月にポルトガル・オープンでツアー14勝目を挙げたが、これがベラサテギの最後のツアー優勝になった。
1999年頃から、彼のテニス成績は下降線をたどり始める。最後のATPツアー決勝進出は、1999年10月第1週のシチリア国際大会で、アルノー・ディ・パスカルに1-6, 3-6で敗れた。ベラサテギは2001年4月、地元バルセロナ・オープン1回戦敗退を最後に現役を引退した。

## ATPツアー決勝進出結果

### シングルス: 23回 (14勝9敗)
| 大会グレード                                  |
| グランドスラム (0-1)                          |
| テニス・マスターズ・カップ (0-0)              |
| ATPマスターズシリーズ (0-0)                   |
| ATPインターナショナルシリーズ・ゴールド (1-1) |
| ATPインターナショナルシリーズ (13–7)          |

| サーフェス別タイトル |
| ハード (0–0)         |
| クレー (14-9)        |
| 芝 (0-0)             |
| カーペット (0-0)     |

| 結果   | No. | 決勝日         | 大会               | サーフェス | 対戦相手                 | スコア             |
| ------ | --- | -------------- | ------------------ | ---------- | ------------------------ | ------------------ |
| 準優勝 | 1.  | 1993年8月30日  | ウマグ             | クレー     | トーマス・ムスター       | 5–7, 6–3, 3–6      |
| 準優勝 | 2.  | 1993年10月11日 | アテネ             | クレー     | ホルディ・アレッセ       | 4–6, 6–3, 3–6      |
| 優勝   | 1.  | 1993年11月8日  | サンパウロ         | クレー     | スラバ・ドセデル         | 6–4, 6–3           |
| 準優勝 | 3.  | 1993年11月15日 | ブエノスアイレス   | クレー     | カルロス・コスタ         | 6–3, 1–6, 4–6      |
| 優勝   | 2.  | 1994年4月18日  | ニース             | クレー     | ジム・クーリエ           | 6–4, 6–2           |
| 準優勝 | 4.  | 1994年5月23日  | ボローニャ         | クレー     | ハビエル・サンチェス     | 6–7(3-7), 6–4, 3–6 |
| 準優勝 | 5.  | 1994年6月6日   | 全仏オープン       | クレー     | セルジ・ブルゲラ         | 3–6, 5–7, 6–2, 1–6 |
| 優勝   | 3.  | 1994年7月25日  | シュトゥットガルト | クレー     | アンドレア・ガウデンツィ | 7–5, 6–3, 7–6(7-5) |
| 優勝   | 4.  | 1994年8月29日  | ウマグ             | クレー     | カロル・クチェラ         | 6–2, 6–4           |
| 優勝   | 5.  | 1994年10月3日  | パレルモ           | クレー     | アレックス・コレチャ     | 2–6, 7–6(8-6), 6–4 |
| 優勝   | 6.  | 1994年10月10日 | アテネ             | クレー     | オスカル・マルティネス   | 4–6, 7–6(7-4), 6–3 |
| 優勝   | 7.  | 1994年10月31日 | サンティアゴ       | クレー     | フランシスコ・クラベ     | 6–3, 6–4           |
| 優勝   | 8.  | 1994年11月7日  | モンテビデオ       | クレー     | フランシスコ・クラベ     | 6–4, 6–0           |
| 優勝   | 9.  | 1995年6月19日  | ポルト             | クレー     | カルロス・コスタ         | 3–6, 6–3, 6–4      |
| 準優勝 | 6.  | 1995年11月6日  | モンテビデオ       | クレー     | ボフダン・ウリラッハ     | 2–6, 3–6           |
| 優勝   | 10. | 1996年6月24日  | ボローニャ         | クレー     | カルロス・コスタ         | 6–3, 6–4           |
| 優勝   | 11. | 1996年7月29日  | キッツビュール     | クレー     | アレックス・コレチャ     | 6–2, 6–4, 6–4      |
| 優勝   | 12. | 1996年9月16日  | ブカレスト         | クレー     | カルロス・モヤ           | 6–1, 7–6(7-5)      |
| 準優勝 | 7.  | 1997年9月15日  | マルベーリャ       | クレー     | アルベルト・コスタ       | 3–6, 2–6           |
| 優勝   | 13. | 1997年10月6日  | パレルモ           | クレー     | ドミニク・フルバティ     | 6–4, 6–2           |
| 優勝   | 14. | 1998年4月13日  | エストリル         | クレー     | トーマス・ムスター       | 3–6, 6–1, 6–3      |
| 準優勝 | 8.  | 1998年4月20日  | バルセロナ         | クレー     | トッド・マーティン       | 2–6, 6–1, 3–6, 2–6 |
| 準優勝 | 9.  | 1999年10月11日 | パレルモ           | クレー     | アルノー・ディ・パスカル | 1–6, 3–6           |

### ダブルス: 4回 (1勝3敗)
| 結果   | No. | 決勝日        | 大会         | サーフェス | パートナー             | 対戦相手                                      | スコア        |
| ------ | --- | ------------- | ------------ | ---------- | ---------------------- | --------------------------------------------- | ------------- |
| 優勝   | 1.  | 1997年4月14日 | バルセロナ   | クレー     | ジョルディ・ブリーリョ | アレックス・コレチャ パブロ・アルバノ         | 6–3, 7–5      |
| 準優勝 | 1.  | 1997年9月8日  | マルベーリャ | クレー     | ジョルディ・ブリーリョ | フリアン・アロンソ カリム・アラミ             | 6–4, 3–6, 0–6 |
| 準優勝 | 2.  | 1998年9月20日 | ボーンマス   | クレー     | ウェイン・アーサーズ   | ケビン・ウリエット ニール・ブロード           | 6–7, 3–6      |
| 準優勝 | 3.  | 1999年9月13日 | マヨルカ     | クレー     | フランシスコ・ロイグ   | ルーカス・アルノルド・カー トマス・カルボネル | 1–6, 4–6,     |

## 4大大会シングルス成績
略語の説明
| W | F | SF | QF | #R | RR | Q# | LQ | A | Z# | PO | G | S | B | NMS | P | NH |

W=優勝, F=準優勝, SF=ベスト4, QF=ベスト8, #R=#回戦敗退, RR=ラウンドロビン敗退, Q#=予選#回戦敗退, LQ=予選敗退, A=大会不参加, Z#=デビスカップ/BJKカップ地域ゾーン, PO=デビスカップ/BJKカッププレーオフ, G=オリンピック金メダル, S=オリンピック銀メダル, B=オリンピック銅メダル, NMS=マスターズシリーズから降格, P=開催延期, NH=開催なし.
| 大会           | 1992 | 1993 | 1994 | 1995 | 1996 | 1997 | 1998 | 1999 | 2000 | 通算成績 |
| -------------- | ---- | ---- | ---- | ---- | ---- | ---- | ---- | ---- | ---- | -------- |
| 全豪オープン   | A    | A    | A    | A    | A    | 3R   | QF   | 1R   | 1R   | 6–4      |
| 全仏オープン   | 1R   | 2R   | F    | 3R   | 3R   | 1R   | 4R   | 4R   | 1R   | 17–9     |
| ウィンブルドン | A    | A    | A    | A    | A    | A    | A    | A    | 1R   | 0–1      |
| 全米オープン   | A    | 2R   | 1R   | A    | 2R   | 1R   | 1R   | A    | A    | 2–5      |